# Wills Trophy 1992/93
Die Wills Trophy 1992/93 war ein Drei-Nationen-Turnier, das vom 1. bis zum 4. Februar 1993 in den Vereinigten Arabischen Emiraten im One-Day Cricket ausgetragen wurde. Bei dem zur internationalen Cricket-Saison 1992/93 gehörenden Turnier nahmen die Mannschaften aus Pakistan, Simbabwe und Sri Lanka teil. Im Finale konnte sich Pakistan mit 114 Runs gegen Sri Lanka durchsetzen.

## Vorgeschichte
Bevor diesem Wettbewerb spielte Simbabwe je eine Tour gegen Indien und Neuseeland. Sri Lanka war auch Gastgeber einer Tour von Neuseeland. Pakistan spielte zuvor einen Tour in Neuseeland.

## Format
In einer Vorrunde spielte jede Mannschaft gegen jede einmal. Für einen Sieg gab es zwei, für ein Unentschieden oder No Result einen Punkt. Die beiden Gruppenersten qualifizierten sich für das Finale und spielten dort um den Turniersieg.

## Stadion
Der folgende Austragungsort wurde für das Turnier ausgewählt.
| Stadion                             | Stadt   | Kapazität | Spiele                |
| ----------------------------------- | ------- | --------- | --------------------- |
| Sharjah Cricket Association Stadium | Sharjah | 27.000    | 1. – 3. Spiel; Finale |

## Spiele

### Vorrunde
Tabelle
| Teams     | Sp. | S | N | U | R | NR | BP | Punkte | NRR    |
| --------- | --- | - | - | - | - | -- | -- | ------ | ------ |
| Pakistan  | 2   | 2 | 0 | 0 | 0 | 0  | 0  | 8      | +0.818 |
| Sri Lanka | 2   | 1 | 1 | 0 | 0 | 0  | 0  | 4      | −0.001 |
| Simbabwe  | 2   | 0 | 2 | 0 | 0 | 0  | 0  | 0      | −0.849 |

Sieg: 4 Punkte; Remis: 2 Punkte
Spiele
| 1. Februar Scorecard | Sharjah | Pakistan 262-8 (50)          | – | Simbabwe 213-6 (50) |
|                      |         | Pakistan gewinnt mit 49 Runs |   |                     |

| 2. Februar Scorecard | Sharjah | Sri Lanka 180-9 (46/46)        | – | Pakistan 181-2 (40.2/46) |
|                      |         | Pakistan gewinnt mit 8 Wickets |   |                          |

| 3. Februar Scorecard | Sharjah | Sri Lanka 266-5 (43/43)       | – | Simbabwe 236-9 (43/43) |
|                      |         | Sri Lanka gewinnt mit 30 Runs |   |                        |

### Finale
| 4. Februar Scorecard | Sharjah | Pakistan 281-3 (41/41)        | – | Sri Lanka 167-7 (41/41) |
|                      |         | Pakistan gewinnt mit 114 Runs |   |                         |